# Arguis
Arguis é um município da Espanha na província de Huesca, comunidade autónoma de Aragão, de área  km² com população de 97 habitantes (2007) e densidade populacional de 1,55 hab./km².

## Demografia
| Variação demográfica do município entre 1991 e 2004 | Variação demográfica do município entre 1991 e 2004 | Variação demográfica do município entre 1991 e 2004 | Variação demográfica do município entre 1991 e 2004 |
| --------------------------------------------------- | --------------------------------------------------- | --------------------------------------------------- | --------------------------------------------------- |
| 1991                                                | 1996                                                | 2001                                                | 2004                                                |
| 58                                                  | 59                                                  | 67                                                  | 61                                                  |